# Yesshows
| 전문가 평가                   | 전문가 평가 |
| 평가 점수                     | 평가 점수   |
| 출처                          | 점수        |
| ----------------------------- | ----------- |
| AllMusic                      | [ 1 ]       |
| The Rolling Stone Album Guide | [ 2 ]       |

《Yesshows》는 영국의 프로그레시브 록 밴드 예스의 두 번째 라이브 음반이다. 이 음반은 1981년 초 그룹이 해체되기 전 마지막 음반으로 1980년 11월 24일, 애틀랜틱 레코드에서 발매되었다. 그들의 7년 만의 첫 라이브 음반은 1976년, 1977년, 1978년 북미와 유럽 투어의 녹음과 베이시스트 크리스 스콰이어가 감독한 믹싱을 편집했다.

## 배경 및 제작
1979년 6월, 가수 존 앤더슨, 베이시스트 크리스 스콰이어, 기타리스트 스티브 하우, 키보디스트 릭 웨이크먼, 드러머 앨런 화이트의 예스 라인업은 밴드의 아홉 번째 스튜디오 음반인 《Tormato》 (1978년)를 지원하기 위해 1978년부터 1979년까지의 투어를 마쳤다. 그들의 레이블 애틀랜틱 레코드는 그들의 첫 번째 《Yessongs》 (1973년)의 후속작으로 라이브 음반을 낼 가능성에 대해 그룹에 접근했고, 스콰이어는 그 이후로 녹음된 몇 시간 동안의 콘서트 테이프를 자세히 살펴보고 가장 좋은 컷을 선택하는 작업을 했다. 그는 또한 믹싱 작업을 맡았고, 1976년, 1977년, 1978년 투어에서 그의 스튜디오 선 파크 스튜디오에서 다섯 번의 날짜에 걸쳐 선곡된 트랙을 준비했다.
밴드는 오랫동안 커버 아티스트였던 로저 딘에게 음반 제작을 의뢰했고, 이 작품은 아크릴 물감과 콜라주를 사용하여 완성되었다. 1979년 크리스마스의 발매일이 정해졌지만, 스콰이어의 공연 선택과 그의 믹스의 질에 대한 다른 밴드 멤버들의 의견 차이로 인해 보류되었다. 하우는 제작이 중단된 것을 기뻐했고, 스콰이어가 편집한 일부 작품에 대해 "강력히 반대"했다. 그는 녹음을 더 다듬고, 더 많은 트랙을 추가하여 세트를 더블 음반에서 트리플 음반으로 확장하고 싶다는 밴드의 나머지 바람을 표현했다.
1980년 중반, 예스는 앤더슨과 웨이크먼의 탈퇴에 따라 인사이동을 했고, 나머지 멤버들은 각각 보컬과 키보드의 대체자로 버글스의 트레버 혼과 제프 다운스를 영입했다. 다섯 명은 《Drama》 (1980)를 녹음했고, 1980년 8월부터 12월까지 음반 투어를 했다. 그해 말, 애틀랜틱 레코드는 라이브 음반을 발매하기를 원했고, 스콰이어가 준비한 컷과 믹스를 최종 발매로 사용했다. 스트로베리 마스터링에서 마스터링이 완료되었다.

## 곡 목록
| #  | 제목                  | 작사·작곡                  | 재생 시간 |
| -- | --------------------- | -------------------------- | --------- |
| 1. | 〈Parallels〉         | 크리스 스콰이어            | 7:07      |
| 2. | 〈Time and a Word〉   | 존 앤더슨, 데이비드 포스터 | 4:06      |
| 3. | 〈Going for the One〉 | 앤더슨                     | 5:18      |

| #  | 제목                      | 작사·작곡                                                 | 재생 시간 |
| -- | ------------------------- | --------------------------------------------------------- | --------- |
| 1. | 〈The Gates of Delirium〉 | 앤더슨, 스콰이어, 스티브 하우, 앨런 화이트, 패트릭 모라즈 | 22:40     |

| #  | 제목                     | 작사·작곡                                   | 재생 시간 |
| -- | ------------------------ | ------------------------------------------- | --------- |
| 1. | 〈Don't Kill the Whale〉 | 앤더슨, 스콰이어                            | 4:12      |
| 2. | 〈Ritual (Part 1)〉      | 앤더슨, 스콰이어, 하우, 릭 웨이크먼, 화이트 | 14:53     |

| #  | 제목                  | 작사·작곡                                | 재생 시간 |
| -- | --------------------- | ---------------------------------------- | --------- |
| 1. | 〈Ritual (Part 2)〉   | 앤더슨, 스콰이어, 하우, 웨이크먼, 화이트 | 17:06     |
| 2. | 〈Wonderous Stories〉 | 앤더슨                                   | 3:54      |

## 인증
| 국가                       | 인증 | 판매량/출하량 |
| -------------------------- | ---- | ------------- |
| 영국 (BPI)                 | 실버 | 60,000^       |
| ^출하량을 기반으로 한 인증 |      |               |